# John Porter McCown
Pour les articles homonymes, voir McCown.
John Porter McCown (19 août 1815 - 22 janvier 1879) est un officier de carrière de l'armée de États-Unis, qui a combattu lors de la guerre américano-mexicaine et les guerres Séminoles. Il a aussi servi en tant que général dans l'armée des États confédérés lors de la guerre de Sécession.

## Avant la guerre
John Porter McCown naît près de la ville de Sevierville, situé dans le comté de Sevier, Tennessee. En septembre 1835, il entre à l'académie militaire de West Point, et est diplômé en juillet 1840, dixième sur une promotion de 42 cadets. McCown est nommé second lieutenant et est affecté dans le 4th U.S. Artillery. Il est promu first lieutenant le 30 septembre 1843. McCown participe alors à l'occupation militaire du Texas par l'armée des États-Unis en 1845 et 1846.
McCown combat pendant la guerre américano-mexicaine et participe à la bataille de Cerro Gordo près de Xalapa, Veracruz. Il est breveté capitaine le 18 avril 1847, pour sa conduite lors de cette bataille. Il sert en tant que quartier maître du 4th Artillery du 29 mars 1847 au 12 janvier 1849. Après la guerre, McCown sert le long du Rio Grande au service des frontières, et il est promu capitaine le 9 janvier 1851.
En 1852, et 1857, McCown combat lors des guerres séminoles en Floride, et en 1858 il participe à la guerre de l'Utah. Il est ensuite en poste en garnison dans le territoire du Nebraska et dans le territoire du Dakota de 1858 à 1861.

## Guerre de Sécession
McCown choisit de suivre la cause confédérée et démissionne de l'armée des États-Unis le 17 mai 1861. Il est nommé capitaine dans l'artillerie de l'armée des États confédérés le 16 mars 1861, et puis promu lieutenant colonel le 9 mai 1861. Aussi en 1861, il a la charge d'une brigade d'infanterie confédérée sous les ordres de Gideon J. Pillow.
Il est envoyé sur le théâtre occidental et est nommé colonel dans l'artillerie du Tennessee le 17 mai 1861. Il est promu brigadier général le 12 octobre 1861, et met en marche sa brigade vers Columbus, Kentucky, et lors de la bataille de Belmont le 7 novembre 1861.

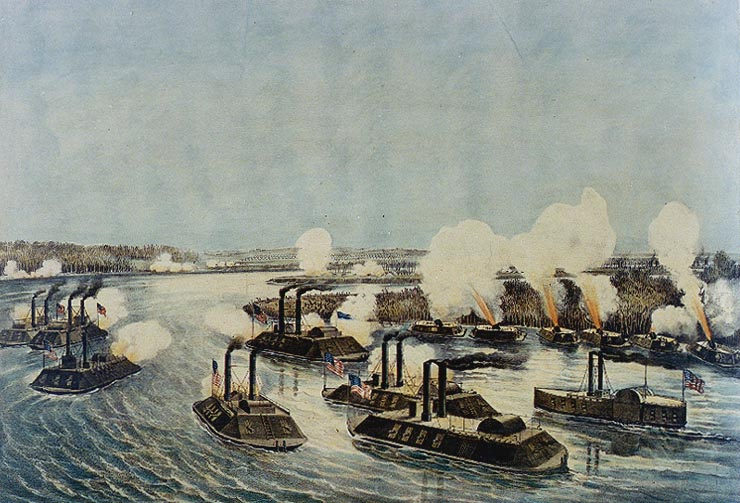
Bataille de l'île numéro dix.

Débutant le 3 mars 1862, le brigadier général commandant de la garnison, défend New Madrid et Island No. 10 contre un siège de l'armée de l'Union du Mississippi sous les ordres du brigadier général John Pope. McCown est promu major général le 10 mars 1862, et ordonne l'évacuation des positions de New Madrid vers Island No. 1 le soir du 13 mars 1862 après plusieurs jours de siège. McCown est critiqué pour avoir abandonné les armes et le ravitaillement dans une retraite hâtive de ses positions à New Madrid. Parmi les critiques, McCown est accusé d'ivresse et est remplacé par William W. Mackall (en) pendant la bataille d'Island No. 10. Néanmoins, McCown est défendu plus tard dans une lettre du 4 avril 1862 d'Henry S. Foote Jr à Henry S. Foote (en) qui attribue les rumeurs d'ivresse qui circulent au frère de McCown « on m'a dit qu'il boit ouvertement » et en raison de la jalousie à l'encontre de la récente promotion de McCown. Foote appelle la lettre de son fils un « acte patriotique » dans « ces journées générales de recherche de faute et d'incrimination vulgaire ». À la suite de la reddition des garnisons confédérées après la bataille, il commande la 2nd division de l'armée de l'ouest d'avril au 20 juin 1862 où il assure le plein commandement de l'armée de l'ouest.
Le 27 juin 1862, le commandement de McCown est adjoint au second corps de l'armée du Mississippi. Le général Bragg consolide l'Armée du Kentucky central et l'armée du Mississippi en une seule force connue sous l'appellation d'armée du Tennessee, et la division de McCown fait partie du corps du lieutenant général William J. Hardee. L'armée du Tennessee combat lors de la bataille de Stones River à Murfreesboro à la fin de 1862. McCown et d'autres généraux anciens font une requête auprès de Jefferson Davis pour relever le général Braxton Bragg et le remplacer par le général Joseph E. Johnston. Davis refuse de relever Bragg et les généraux en rébellion. McCown rend fou Braxton Bragg, qui blâme McCown pour la perte de New Madrid et l'appelle le « pire commandant de division ». En mars 1863, Bragg fait passer McCown en cour martiale, ostensiblement pour désobéissance à Murfreesboro, et plus largement pour critique à l'encontre de Bragg et des officiels confédérés, dont Davis. McCown est relevé de son commandement en tant de général commandant de l'armée et est jugé et condamné pour désobéissance aux ordres le 16 mars 1863, et est suspendu de service pendant une période de six mois. McCown déclare que la Confédération n'est rien d'autre qu'« une damnée oligarchie de coton puant... créée pour le bénéfice d'Isham G. Harris et de Jefferson Davis et leurs damnées cliques corrompues ». Ce mois de mai, la plupart de son commandement est envoyé en service dans le Mississippi.
En 1865, McCown est en Caroline du Nord. En avril, il défend la traversée de la rivière Catawba près de Morganton. McCown tient le passage contre la division de cavalerie de l'Union du brigadier général Alvan C. Gillem avec environ 300 soldats et une pièce d'artillerie. Après la guerre, il est libéré sur parole à Salisbury le 12 mai 1865.

## Après la guerre
À la suite de la guerre, MCown devient enseignant à Knoxville, Tenessessee. Plus tard, il déménage à Magnolia, Arkansas, et s'installe dans une ferme. En 1870, il part à Little Rock, pour s'installer une nouvelle fois dans une ferme. McCown meurt à Little Rock en 1879 et est enterré dans le cimetière de la ville de Magnolia.